# Indianapolis Motor Speedway
Indianapolis Motor Speedway er et motorsport-stadion beliggende i Speedway, der er en forstad til Indianapolis i delstaten Indiana i USA. Stadionet danner ramme og de to berømte motorløb Indianapolis 500 og Brickyard 400. Stadionet har endvidere dannet ramme om flere Formel 1-løb.
Stadionet har eksisteret siden 1909, og er det første motorsportsanlæg, der blev navngivet "Speedway". Indianapolis Motor Speedway har plads til i alt 257.000 tilskuere og er dermed verdens største stadion.